# Sven-Axel Månsson
Sven-Axel Månsson, född 1946, är en svensk sociolog och professor emeritus i socialt arbete. Han har genom karriären haft fokus på prostitution, kriminalitet och invandrarfrågor och varit verksam vid Lunds, Göteborgs och Malmö universitet. Forskning av bland annat Månsson har lagt grunden till senare decenniers svenska lagstiftning runt prostitution, inklusive sexköpslagen 1999.
På senare år har han författat flera romaner.

## Biografi

### Bakgrund och akademisk karriär
Månsson studerade i mitten av 1960-talet på college i USA. Från 1970 var han doktorand i sociologi vid Lunds universitet. Under decenniet startade han 1977, tillsammans med Stig Larsson, det så kallade prostitutionsprojektet i Malmö. År 1981 blev han filosofie doktor, då han disputerade på avhandlingen Könshandelns främjare och profitörer.
Han blev professor i socialt arbete vid Göteborgs universitet 1992, där han tillträdde professuren efter Harald Swedner. 2003 övergick han till en verksamhet vid Malmö högskola, där han kom att leda ett forskningsprogram med fokus på "kön, sexualitet och socialt arbete" (Månssons formulering).

### Forskning och författande
Månsson har under yrkeskarriären skrivit ett stort antal fackvetenskapliga böcker och rapporter, ofta i samarbete med eller på uppdrag av olika högskolor eller statliga institutioner. Fokus har legat på olika slags problematik kring prostitution, pornografi eller andra delar av sexbranschen, ofta i kombination med invandrarfrågor och andra kulturmöten.

#### Prostitutionsprojektet
Detta fokus inleddes på allvar 1976, i samband med rapporten Svarta affärer om olagliga underhållningsetablissemang i Malmö. Det skedde i samma tid som den liberalt inriktade "Sexualbrottsutredningen" väckte stor uppmärksamhet och skapade en upphetsad köns- och sexualpolitisk samhällsdebatt. Svarta affärer, beställd av Socialförvaltningen i Malmö kommun, var ett pionjärarbete i att beskriva olika missförhållanden i den tidens svenska sexbransch. Rapporten, där Månsson och medförfattaren Stig Larsson propagerade för en kriminalisering av prostitution, var även präglad av ett marxistiskt och starkt anti-kapitalistiskt perspektiv på mänskligt beteende. Rapporten var också ett exempel på ett för decenniet vanlig aktionsforskning, där forskarens neutralitet bestämt avvisas, till förmån för tydliga ställningstaganden och socialt engagemang.
Månsson och Larsson fortsatte forskningen kring prostitutionen, drivet som Prostitutionsprojektet och som doktorander utifrån kommunala uppdrag från Malmö kommun. Bland annat satte man fokus på sexköparnas roll och hela hanteringens destruktiva sidor, med maktrelaterade frågor, psykiska effekter och sociala problem. Däremot underlättades Månssons och Larssons kontakter med personer inom prostitution av att verksamheten inte var kriminaliserad. Parallellt inrättades utifrån duons arbete statliga satsningar – "prostitutionsenheter" – i bland annat Stockholm, Göteborg, Norrköping, Oslo, Bergen och Helsingfors.
Månssons och Larssons i Prostitutionsprojektet och senare bidrog till 1990-talets kvinnofridsutredningar och den slutliga kriminaliseringen av sexköp i Sexköpslagen 1999. Däremot hade Månsson själv vid flera tillfällen bytt ståndpunkt i denna fråga, och i Sexualitet utan ansikte (författad 1984 tillsammans med Anna Linders) framförde han åsikten att lagars moralskapande betydelse var kraftigt överdriven.

#### Senare karriär
2012 beskrev Månsson, i en rekapitulering av sin mångåriga forskarinsats, hur sexbranschen blivit allt mer globaliserad i takt med globaliseringstendenser och transnationell migration. Han såg hur enskilda länders lagar kunde vara otillräckliga för att på allvar förändra sociala beteenden (som hos manliga sexköpare) och att 2000-talets moderna kultur fortsatt sitt utnyttjande av svaga människor på en marknad som understöds av staten.
Månsson har vid olika tillfällen framträtt i massmedier som representant för forskarsamhället i frågor som rör pornografi och prostitution. 2005, i en intervju för Amnesty Press, ansåg han att "Prostitution är onani i en kvinnas kropp", och han ansåg då att den rådande könsmaktsordningen gjorde skillnaden mellan frivillig och påtvingad prostitution irrelevant. Året efter kommenterade han en rapport om manlig homosexuell prostitution i Malmö med att män till skillnad från kvinnor inte nödvändigtvis får sänkt social status vid många sexuella kontakter. 2013 deltog han i en chatt med Dagens Nyheters läsare i ämnet "porrimpotens".
2021 kom han och professorskollegan Svante Lundberg med boken Den politiska generationen. Den presenterade en tredje omgång intervjuer med personer som de mött och språkat med redan i slutet av 1960-talet. Syftet med boken var att undersöka hur "68-vänstern" förändrats under årens lopp.

### Andra aktiviteter
Månsson var 1992 aktiv i Folkrörelsen Nej till EU, där han bland annat fungerade som medförfattare till skriften Bordell Europa.
Efter sin pensionering har Månsson inlett en verksamhet som romanförfattare. Detta har hittills (2024) resulterat i tre volymer med titlarna Björntämjarens barn: en syskonkrönika, Kalaset: mord i hederns namn och Annars är man ingen människa. De två förstnämnda gavs ut i privat regi, medan boken 2024 publicerades av Saga Egmont.

### Fackböcker
- Lundberg, Svante; Månsson Sven-Axel, Welander Hans (1970). Demonstranter: en sociologisk studie. En PAN-bok, 99-0104304-2. Stockholm: PAN/Norstedt. Libris 8080453
- Månsson, Sven-Axel (1981). Könshandelns främjare och profitörer: om förhållandet mellan hallick och prostituerad. [Lund studies in sociology, ISSN 0460-0045 ; 47]. Lund: Doxa. ISBN 915780124X
- Månsson, Sven-Axel (1984). Kärlek och kulturkonflikt: invandrarmäns möte med svensk sex- och samlevnadskultur. Stockholm: Prisma. ISBN 9151817888
- Månsson, Sven-Axel; Linders Anna (1984). Sexualitet utan ansikte: könsköparna. Minervaböckerna, 99-0408377-0. Stockholm: Carlsson & Jönsson. ISBN 9177980107
- Hughes, John A.; Månsson Sven-Axel (1988). Kvalitativ sociologi. Teori, forskning, praktik, 99-0310796-X. Lund: Studentlitteratur. ISBN 9144236913
- Månsson, Sven-Axel; Hilte Mats (1990). Mellan hopp och förtvivlan: en studie om hiv och homosexualitet. Lund: Studentlitteratur. ISBN 914432541X
- Månsson, Sven-Axel (1993). Cultural conflict and the Swedish sexual myth: the male immigrant's encounter with Swedish sexual and cohabitation culture. Bayside, N.Y.: Hanover House. ISBN 0-935016-52-X (engelska)
- Hedin, Ulla-Carin; Månsson Sven-Axel (1998). Vägen ut!: om kvinnors uppbrott ur prostitutionen. Stockholm: Carlsson. ISBN 9172033320
- Kunskap, erfarenhet och intuition. Lund: FoU Skåne, Kommunförb. Skåne. 2002. ISBN 918966101X
- Månsson Sven-Axel, red (2002). Överlevnad och förändring: vardagsliv och behandling av sexualbrottsdömda på Skogomeanstalten. Norrköping: Kriminalvårdsstyrelsen. ISBN 9188932974
- Månsson, Sven-Axel; Söderlind Peder (2004). Sexindustrin på nätet: aktörer, innehåll, relationer och ekonomiska flöden. Stockholm: Égalité. ISBN 9197336483
- Månsson Sven-Axel, Proveyer Cervantes Clotilde, red (2005). Social work in Cuba and Sweden: achievements and prospects. Skriftserien / Göteborgs universitet, Institutionen för socialt arbete, 1401-5781. Göteborg: Department of Social Work, Göteborg University. ISBN 918679650X (engelska)
- Proveyer Cervantes Clotilde, Månsson Sven-Axel, red (2005). Trabajo social en Cuba y Suecia: desarrollo y perspectivas. Sancti Spíritus: Ediciones Arcadia. ISBN 9591603037 (spanska)
- Löfgren-Mårtenson, Lotta; Månsson Sven-Axel (2006). "Sex överallt, typ?!": om unga och pornografi. Stockholm: Gothia. ISBN 9172055073
- Knudsen Susanne V., Löfgren-Mårtenson Lotta, Månsson Sven-Axel, red (2007). Generation P?: youth, gender and pornography. Köpenhamn: Danish School of Education Press. ISBN 9788776841898 (engelska)
- Hedin, Ulla-Carin; Månsson Sven-Axel, Tikkanen Ronny (2008). När man måste säga ifrån: om kritik och whistleblowing i offentliga organisationer. Stockholm: Natur och kultur. ISBN 9789127117822
- Plantin Lars, Månsson Sven-Axel, red (2012). Sexualitetsstudier. Stockholm: Liber. ISBN 9789147096787
- Löfgren-Mårtenson, Lotta; Lindroth Malin, Månsson Sven-Axel (2013). "Det är värt risken": unga inom SiS och sexuell hälsa. Institutionsvård i fokus ; 2013:6. Stockholm: Statens institutionsstyrelse (SiS. ISBN 9789187053207. http://www.stat-inst.se/pagefiles/7530/6-2013-det-ar-vart-risken.pdf/
- Månsson, Sven-Axel (2018). Prostitution: aktörerna, relationerna och omvärlden. Lund: Studentlitteratur. ISBN 9789144116976
- Månsson, Sven-Axel; Lundberg Svante (2021). Den politiska generationen: kontinuitet och förändring 1968-2018. Lund: Arkiv förlag. ISBN 9789179243524

### Häften och rapporter (urval)
- Gasslander, Kurt; Månsson Sven-Axel, Ronnby Alf (1974). Rosengårdsrapporten: en studie av barns uppväxtvillkor. Lund: Univ. Libris 9512455
- Månsson, Sven-Axel; Larsson Stig (1976). Svarta affärer: utredning om vissa klubbars och näringsställens sociala betydelse och struktur. Malmö: Socialförvaltningen. Libris 293843
- Månsson Sven-Axel, red (1977). "Kamrat på tjänstetid": rapport om hemma-hos-verksamheten inom "Skåneprojektet" 1975/76. Lund. Libris 2354684
- Månsson Sven-Axel, red (1979). "Skåneprojektet": slutrapport från försöksverksamheten inom socialvården i Skåne 1975-1978. Lund: Sociologiska inst., Univ. Libris 294793
- Winslööw, Katrin; Månsson Sven-Axel (1986). Ungdomar i riskzon: de professionellas kunskaper om destruktiva sexuella mönster bland ungdomar i ett bostadsområde. Lund: Socialhögskolans forskningsavdelning, Lunds universitet. Libris 1769976
- Gunnarsson, Maud; Månsson Sven-Axel (1986). Ungdomar, sexualitet och socialt behandlingsarbete på institution: intervjuundersökning bland personalen på tre hem för vård eller boende i Skåne. Meddelanden från Socialhögskolan / Lunds universitet, 0282-6143 ; 1986:3. Lund: Univ., Socialhögsk. Libris 599478
- Månsson, Sven-Axel (1987). Prostituerade och könsköpare i den svenska könshandeln: underlagsmaterial för val av masskommunikativa insatser mot AIDS. Rapport / Socialdepartementet, AIDS-delegationen, 0284-4486 ; 1987:1. Stockholm: AIDS-delegationen, Socialdep. Libris 681342
- Hilte, Mats; Månsson Sven-Axel (1987). Överlevnadsstrategier och psykosocialt arbete bland hiv-positiva. Lund: Socialhögskolan, Lunds univ. Libris 1718803
- Månsson, Sven-Axel; Boggs Vernon, Borafia Birgitta (1988). The man in sexual commerce. Meddelanden från Socialhögskolan / Lunds universitet, 0282-6143 ; 1988:2. Lund: Socialhögsk. Libris 734593 (engelska)
- Månsson, Sven-Axel; Backman Susanne (1992). Bordell Europa. Skriftserie / Nej till EG, 1103-2243 ; 3. Göteborg: Nej till EG. Libris 1505012
- Plantin, Lars; Månsson Sven-Axel (1999). Mäns föräldraskap: om faderskap och manlighet i ett livsperspektiv. Skriftserien / Göteborgs universitet, Institutionen för socialt arbete, 1401-5781 ; 1999:6. Göteborg: Institutionen för socialt arbete, Univ. Libris 2899850
- Tikkanen, Ronny; Månsson Sven-Axel (1999). Förhandlad säkerhet och kalkylerade risker: rapport från en enkätundersökning om socio-sexuella livsstilar och hiv-risktaganden bland män som har sex med män. Göteborg: Institutionen för socialt arbete, Univ. Libris 2900967
- Månsson Sven-Axel, red (2003). Kärlek och sex på internet. Göteborg: Univ. Libris 9337546
- Skårner, Anette; Donning Ylva, Månsson Sven-Axel (2005). Unga och droger: om exponering och navigering i det svenska droglandskapet. Rapport / Mobilisering mot narkotika ; 9. Stockholm: Mobilisering mot narkotika. Libris 10010246
- Daneback, Kristian; Månsson Sven-Axel (2013). Sexuality and the Internet: a collection of papers 2003-2013. FoU-rapport (Hälsa och samhälle), 1650-2337 ; 2013:1. Malmö: Faculty of Health and Society, Malmö University. ISBN 9789171044761. http://hdl.handle.net/2043/15434 (engelska)

### Artiklar och bokkapitel (urval)
- ”Vad händer med männen?: om mäns våld och sexualitet i det moderna samhället”. Janus & genus (Stockholm, 1994):  sid. 87-110. 1994. Libris 9226614
- ”Passiviteten prisger kvinnorna: Sverige är inte med i det internationella samarbetet mot könshandel”. Socialpolitik (Vaxholm) 1995:1/2,:  sid. 19-22. 1995. 1104-6376. Libris 9268981
- Månsson, Sven-Axel (1996). Andersson, Gunnar. red. ”Könshandel över gränserna”. Egensinne och mångfald (Lund, 1996):  sid. 57-72. Libris 9228383
- ”At bryde Matthæuseffekten: om kvinders opbrud fra prostitutionen”. Social kritik 61, 1999:  sid. 32-47. 1999. 0904-3535. ISSN 0904-3535. Libris 9285338 (danska)
- Hedin Ulla-Carin, Månsson Sven-Axel, red (2000). ”Kön och socialt arbete”. Socialvetenskaplig tidskrift 7(2000):1/2,:  sid. 3-158. 1104-1420. ISSN 1104-1420. Libris 9302231
- ”Men's practices in prostitution: the case of Sweden”. A man's world? : changing men's practices in a globalized world / (cop. 2001):  sid. 135-149. 2001. Libris 16930374 (engelska)
- ”Att förstå det sexualiserade våldet: olika förklaringsmodeller”. Mångfald och förändring i socialt arbete / (2004):  sid. 241-258. 2004. Libris 9591732
- ”Mäns könsköp - en meningsbärande handling på flera nivåer”. Sex säljer : kön och makt inom prostitution och pornografi ; rapport från Nordisk journalistkurs 2006:  sid. 25-40. 2006. Libris 11938077
- ”Let's talk about porn!: on youth, gender and pornography”. Generation P? : youth, gender and pornography / (cop. 2007):  sid. 241-258. 2010. Libris 12139131 (engelska)
- ”The regulation of prostitution and its implications for the well-being and health of the sellers and buyers of sexual services [Elektronisk resurs the case of Sweden”]. Journal der Deutschen Dermatologischen Gesellschaft 10:S3, 19-19. 2012. 1610-0379. ISSN 1610-0379. http://urn.kb.se/resolve?urn=urn:nbn:se:mau:diva-4518. Libris lx95xtdzjlwx6wvf (engelska)
- ”Kön, sexualitet och socialt arbete: återblick på ingången till ett forskningsfält”. Socialvetenskaplig tidskrift 2014:2:  sid. 116-132. 2014. 1104-1420. ISSN 1104-1420. Libris 16778085
- Sven-Axel Månsson & Stig Larsson (2017). Arnberg, Klara; Laskar, Pia; Sundevall, Fia. red. ”14.2 Svarta affärer 1976”. Sexualpolitiska nyckeltexter (Stockholm: Leopard):  sid. 282–286. Libris 17049348
- Ulla-Carin Hedin & Sven-Axel Månsson (2017). Andersson Björn, Petersson Frida, Skårner Anette. red. ”13. Uppbrottet från arbetslivet – en process med många dimensioner? / En studie i brott”. Den motspänstiga akademikern: festskrift till Ingrid Sahlin (Malmö: Égalité). Libris 20172267
- Månsson, Sven-Axel (2021). Ouis, Pernilla. red. ”10. Prostitution, människohandel och migration”. Sexualitet och migration i välfärdsarbete (Lund: Studentlitteratur). Libris 2fg783bx0nfl734r

### Romaner
- Björntämjarens barn: en syskonkrönika. [Stockholm]: Vulkan. 2021. ISBN 9789189345539
- Kalaset: mord i hederns namn. [Stockholm]: Vulkan. 2023. ISBN 9789189702691
- Annars är man ingen människa. Saga Egmont. 2024. ISBN 9788727139579